# Otorrinolaringología
La otorrinolaringología (ORL), cuyo nombre oficial es «otorrinolaringología y cirugía de cabeza y cuello», es la especialidad médico-quirúrgica enfocada en el estudio de las enfermedades del oído, cuando son tanto auditivas como del equilibrio, y de las vías respiratorias superiores y parte de las inferiores (nariz, senos paranasales, faringe y laringe). También se encarga de la cirugía relacionada con la glándula tiroides. Las cirugías traumatológica, oncológica, plástica, estética y reparadora de la cara y el cuello también se incluyen en el ámbito de esta especialidad médico-quirúrgica. Sin embargo, la patología quirúrgica de dientes, encías, lengua, mandíbula y maxilar corresponde tanto al odontólogo como al cirujano maxilofacial, si bien en ocasiones sus competencias específicas se superponen.

## Etimología
El término es una combinación de formas combinadas de neolatín (oto- + rrino- + laringo- + -logía) deriva de cuatro palabras en Griego antiguo: οὖς ous (gen.: ὠτός otos), "oído", ῥίς rhis, "nariz", λάρυγξ larynx, "laringe" y -λογία logia, "estudio" (cf. Greek ωτορινολαρυγγολόγος, "otorrinolaringólogo").
En muchos idiomas esta especialidad se llama comúnmente nariz-garganta-oreja o garganta-nariz-oreja.

## Especialidades
- Rinología. Estudia afecciones nasales y de cavidades paranasales y de las cirugías de la nariz con fines funcionales y/o estéticos.
- Laringología. Estudia afecciones y alteraciones de la laringe que afectan la calidad de la voz.
- Audiología, estudia las alteraciones relacionadas con la audición, especialmente sordera e hipoacusias (perceptiva y receptiva).
- Otoneurología. Se encarga del estudio de patologías asociadas a procesos vertiginosos, tales como el síndrome de Ménière, la otoesclerosis y otras patologías relacionadas con el equilibrio, así como alteraciones secundarias de la audición además de problemas secundarios de infecciones crónicas del oído.
- Otorrinolaringología pediátrica. Se centra en las enfermedades de la especialidad en la población infantil.
- Otorrinolaringología oncológica. Su campo de actuación son las enfermedades neoplásicas o cáncer, que afectan a laringe, nariz y oídos.

## Historia
El Papiro de Ebers, redactado en el antiguo Egipto en el 1500 antes de Cristo, contiene un capítulo titulado "Remedios para el oído con audición débil".
En 1492, Gasparo Tagliacozzi, profesor de anatomía de la Universidad de Bolonia, usaba colgajos del brazo para reconstruir la nariz de pacientes accidentados. Por ello, fue duramente atacado por la iglesia de su tiempo, quien veía en esta práctica un atentado contra la voluntad divina.
En el siglo XIX hubo numerosos avances técnicos relacionados con esta especialidad médica: en 1828 se inventó el tonsilotomo, una especie de pinza con una guillotina de metal para realizar más rápidamente la amigdalectomía. En 1854 Manuel Patricio Rodríguez García o Manuel García, maestro de canto español radicado en Inglaterra, inventó una serie de espejos manuales, el laringoscopio, usando la luz natural para inspeccionar la laringe y las cuerdas vocales. Por esto y un tratado de fisiología de la voz fue galardonado con el doctorado honoris causa por diversas universidades europeas. En 1861 la enfermedad de Ménière es descrita por el médico francés Prosper Ménière, nacido en Angers el 18 de junio de 1799. 
A finales del siglo XIX aparecen los primeros médicos especialistas y la cátedra comienza a ser llevada de manera oficial en las universidades. La especialidad estaba fusionada en aquellos años con la oftalmología y a esos médicos se los llamaba especialistas en ojos, oídos, nariz y garganta, pero adelantos médicos en ramas como anestesiología y cirugía empujaban a la especialización. Se daban primeros pasos en cirugía otológica y en cirugía rinológica. Durante todo el siglo XIX se comenzaron a realizar movilizaciones del estribo, describiéndose técnicas e instrumentos para ello, comprobándose que la extirpación del estribo no destruía la audición. En 1911, Hennebert publicó que, en pacientes con sífilis congénita, al aplicar presión sobre el conducto auditivo externo (CAE) y, de esta manera, movilizar mínimamente la membrana timpánica, se producían síntomas y signos vestibulares.
Maurice H. Cottle, el que sería tal vez, después de Jacques Joseph, el cirujano nasal más influyente en el siglo XX, nació en Inglaterra en 1898, trasladándose a Francia cuando tenía doce años y, en su adolescencia, a Estados Unidos. En 1944, en el Illinois Masonic Hospital, el Dr. Cottle impartió sus primeras clases de cirugía nasal. Sus cursos de una semana de duración atrajeron a otorrinolaringólogos de todas partes de Estados Unidos y del resto del mundo. En 1954 organizó y formó la American Rhinologic Society. Inventó múltiples instrumentos quirúrgicos y es autor del abordaje nasal maxila-premaxila, el cual es utilizado actualmente para cualquier cirugía septal. Falleció en 1982.
Las enfermedades de la articulación temporomandibular (ATM) fueron ya reconocidas desde los tiempos de Hipócrates, pero fue el otorrinolaringólogo James B. Costen, en 1934, el primero que agrupó un conjunto de síntomas que relacionó con un trastorno funcional de la articulación temporomandibular que posteriormente se conocería en su honor como síndrome de Costen.
En 1953, la compañía Zeiss Optical introdujo el primer microscopio quirúrgico diseñado específicamente para la cirugía de oído. La introducción de este adelanto tecnológico permitió un mayor control del campo operatorio, ofreciendo importantes mejoras en los resultados quirúrgicos.

## Enfermedades
Algunas de las enfermedades más frecuentes incluidas en el ámbito de la especialidad son Otitis, incluidas otitis externa, otitis media y sus complicaciones, traumatismos del oído, laberintitis, hipoacusia, vértigo, enfermedad de Ménière, neurinoma del acústico, epistaxis, rinitis, amigdalitis y sus complicaciones, sinusitis y sus complicaciones, tumores de nariz y senos paranasales, faringitis, adenoides, tumores de la rinofaringe, laringitis, cáncer de laringe y cuerpos extraños de las vías aéreas superiores.

## Sentidos del gusto y del olfato anormales

### Síntomas
El sentido del olfato anormal puede referirse a una disminución o ausencia del sentido del olfato, a oler olores que en realidad no están presentes o a la incapacidad para identificar olores. Esto puede afectar significativamente la calidad de vida del paciente, provocando ansiedad y un menor disfrute de la comida. En ocasiones, los cambios en el gusto y el olfato pueden ser peligrosos para los pacientes, como cuando no se puede oler el humo u otros olores de advertencia.

### Causas de las alteraciones del sentido del gusto y del olfato
Las causas más comunes de los trastornos del olfato son las enfermedades nasales y/o de los senos paranasales, las infecciones víricas de las vías respiratorias superiores y los traumatismos craneoencefálicos. Las causas más comunes de los trastornos del gusto son las infecciones de las vías respiratorias superiores y los traumatismos craneoencefálicos. Otras causas poco frecuentes de ambos trastornos son las masas en los conductos nasales u orales, los problemas endocrinos, los efectos secundarios de los medicamentos y los procesos degenerativos del cerebro.

### Diagnóstico
El primer paso en el diagnóstico es una anamnesis y una exploración física minuciosas. Es importante proporcionar información al médico sobre enfermedades respiratorias, síntomas nasales o sinusales, antecedentes de traumatismos, otras afecciones médicas y uso de medicamentos.

### Tratamientos
Los tratamientos de los trastornos del gusto y el olfato se dirigen a la causa subyacente. Las afecciones nasales o sinusales deben tratarse con medicación o terapia quirúrgica, dependiendo de la gravedad de la enfermedad. Los trastornos endocrinos, como el hipotiroidismo, deben tratarse adecuadamente. Los medicamentos que puedan estar causando las alteraciones del olfato y/o el gusto pueden sustituirse a veces por otra medicación.

## Cirugía
Dentro de las intervenciones practicadas por los especialistas en otorrinolaringología se incluyen la amigdalectomia, rinoplastia, adenoidectomía, mastoidectomía, miringotomía, laringectomía, turbinoplastia y septoplastia.

## Reparación de reconstrucción microvascular
La reparación de reconstrucción microvascular es una operación común que se realiza en pacientes que consultan a un otorrinolaringólogo. Es un procedimiento quirúrgico que consiste en mover una pieza compuesta de tejido del cuerpo del paciente y moverla hacia la cabeza o el cuello. La reconstrucción microvascular de cabeza y cuello se usa para tratar cánceres de cabeza y cuello, incluidos los de laringe y faringe, cavidad oral, glándulas salivales, mandíbulas, calota, senos paranasales, lengua y piel. El tejido que se mueve con mayor frecuencia durante este procedimiento es el de los brazos, las piernas y la espalda, y puede provenir de la piel, los huesos, la grasa o los músculos. Al hacer este procedimiento, la decisión sobre cuál se mueve está determinada por las necesidades reconstructivas. La transferencia del tejido a la cabeza y el cuello permite a los cirujanos reconstruir la mandíbula del paciente, optimizar la función de la lengua y reconstruir la garganta. Cuando las piezas de tejido se mueven, requieren su propio suministro de sangre para tener la posibilidad de sobrevivir en su nueva ubicación. Una vez completada la cirugía, los vasos sanguíneos que alimentan el trasplante de tejido se vuelven a conectar a nuevos vasos sanguíneos en el cuello. Estos vasos sanguíneos generalmente no tienen más de 1 a 3 milímetros de diámetro, lo que significa que estas conexiones deben realizarse con un microscopio, razón por la cual este procedimiento se denomina "cirugía microvascular."